# Eric Brittingham
Eric Brittingham (Salisbury, Maryland; 8 de mayo de 1960) es un bajista estadounidense de hard rock, más conocido por ser uno de los fundadores de la banda Cinderella. 

## Carrera
Brittingham se unió a la banda Cinderella a mediados de la década de 1980, logrando notoriedad principalmente con los discos Night Songs (1986) y 
Long Cold Winter (1988). También adelantó un proyecto con su compañero en Cinderella, el guitarrista Jeff LaBar, llamado Naked Beggars, banda donde su esposa, Inga Brittingham, se desempeñó como vocalista líder.
En 2009 Brittingham sustituyó temporalmente al bajista Bobby Dall en la gira de 2009 de la agrupación Poison junto a Def Leppard cuando Dall enfermó durante la gira. En 2014 integró la agrupación Devil City Angels y tocó el bajo en el álbum debut de la banda en 2015. Después del primer álbum, Brittingham dejó la banda y fue reemplazado por Rudy Sarzo de Quiet Riot.
Recientemente, Eric colaboró como bajista en la banda del cantante Bret Michaels.

## Discografía

### Cinderella
- Night Songs (1986).
- Long Cold Winter (1988).
- Heartbreak Station (1990).
- Live Train to Heartbreak Station (1991).
- Still Climbing (1994).
- Once Upon A... (1997).